# 林東緒
林木森（1986年2月17日—），前名林哲旭、林東緒，台灣演員，劇迷封為「喜劇小王子」、「劇場小王子」，畢業於復興高中戲劇班、國立台灣藝術大學戲劇系，多參與舞台劇演出。現為面白大丈夫成員之一。

## 經歷
2006年在舞台劇《女兒紅》裡擔任李國修老師的專屬代排演員，進入屏風表演班，成為專業舞台劇演員。
2013年7月屏風表演班創團藝術總監李國修老師病逝，隔年劇團解散。2014年劇團子弟兵和幕後團隊另外創立「故事工廠」。2015年林東緒接演故事工廠舞台劇「三個諸葛亮」，更被網路票選為2015年最值得看的舞台劇，演出超過一百場。近年持續在舞台劇圈發展，除了故事工廠，也有與怡佳娛樂合作搞笑者們系列，從3.0一路到6.0，更因突出的表現被黃毓棠導演重點培養成搞笑者們5.0與6.0的導演、編劇及演員。戲路極廣的東緒，也不斷挑戰自己，不止什麼角色都能勝任：從 演音樂劇「千面惡女」裡的忠心狗狗、到「莊子兵法」裡壞壞的富二代、「明晚空中見」的暖男電台DJ、「男言之隱」的把妞高手樂器行老闆、「再見歌廳秀」的地方里長喬事王-阿吉、「與惡」的外派社會記者、「小兒子」的失智老人、房仲經理.....等眾多角色，甚至還挑戰了傳統戲，明華園的歌仔戲、栢優座的京劇，每次的演出都會留給觀眾深刻的印象。
不管是喜劇、悲劇、音樂劇、傳統戲都能完美詮釋，可以說是各種角色來者不拒的「全才演員」。
2017年5月8日，因为吸大麻事件而被逮捕，他说只是因为好奇而染上的。
在2021年因为参加面白大丈夫而作为常驻嘉宾，并在2022年7月14日加入面白大丈夫作为其中一个成员

## 參與作品

### 舞台劇
- 屏風表演班
  - 《三人行不行》《女兒紅》《半里長城》《六義幫》《莎姆雷特》《救國株式會社》《徵婚啓示》《京戲啓示錄》《西出陽關》
- 故事工廠
  - 《白日夢騎士》《3個諸葛亮》《男言之隱》《千面惡女》（寬宏藝術x故事工廠）《莊子兵法》《小兒子》《明晚，空中見》《再見歌廳秀》《我們與惡的距離》《暫時停止青春》
- 栢優座
  - 《狹義驚懼》《後台真煩看》《惡虎青年Z》《畢方之國》《降妖者齊天》《懸河醫生館》
- 明華園
  - 《散戲》《愛的波麗路》《俠貓》《逐鹿中原》
- 怡佳娛樂
  - 《搞笑者們3.0》《搞笑者們4.0》《搞笑者們5.0》（編.導.演）《搞笑者們之老大的金蛋》（編.導.演）
- 亮棠文創
  - 李國修紀念作品《三人行不行》
  - 《用九柑仔店》
- O劇團
  - 《叮叮的奇幻冒險》《歡迎光臨北極星大飯店》
- 如果兒童劇團
  - 《隱形熊貓3》《蝦米狼吃素》《輕輕公主》
- 風神寶寶兒童劇團
  - 《悟空叔叔的地府歷險記》
- 面白大丈夫
  - 《職男人生2》《職男人生3》《職男人生6》《職男人生10》

### 電視劇
- 《無憾青春》
- 《智勝鮮師》
- 《愛的練習題》
- 《光陰的故事》
- 《第二回合我愛你》
- 《親愛的，我愛上別人了》
- 《徵婚啟事》
- 《鮮肉老爸》
- 《把我娶回家》
- 《早安，青春》
- 《歡喜相逢》
- 《仲夏夜府城》
- 《校花的貼身高手(旋風保鑣)》
- 《滾石愛情故事-小薇》
- 《月村歡迎你》
- 《我的婆婆怎麼那麼可愛》
- 《高校英雄傳》
- 《未來媽媽》
- 《我的婆婆怎麼那麼可愛2》

### 電影
- 《極光之愛》

### 廣告作品
- 2009年中華電信[4]
- 2009年波蜜[5]
- 2015年拳皇[6]
- 2015年拳皇[7]

## 外部連結
- 林東緒的Facebook專頁
- 故事工廠的Facebook專頁
- 林東緒的Instagram帳戶